# Edmund Theodor Ratzenberger

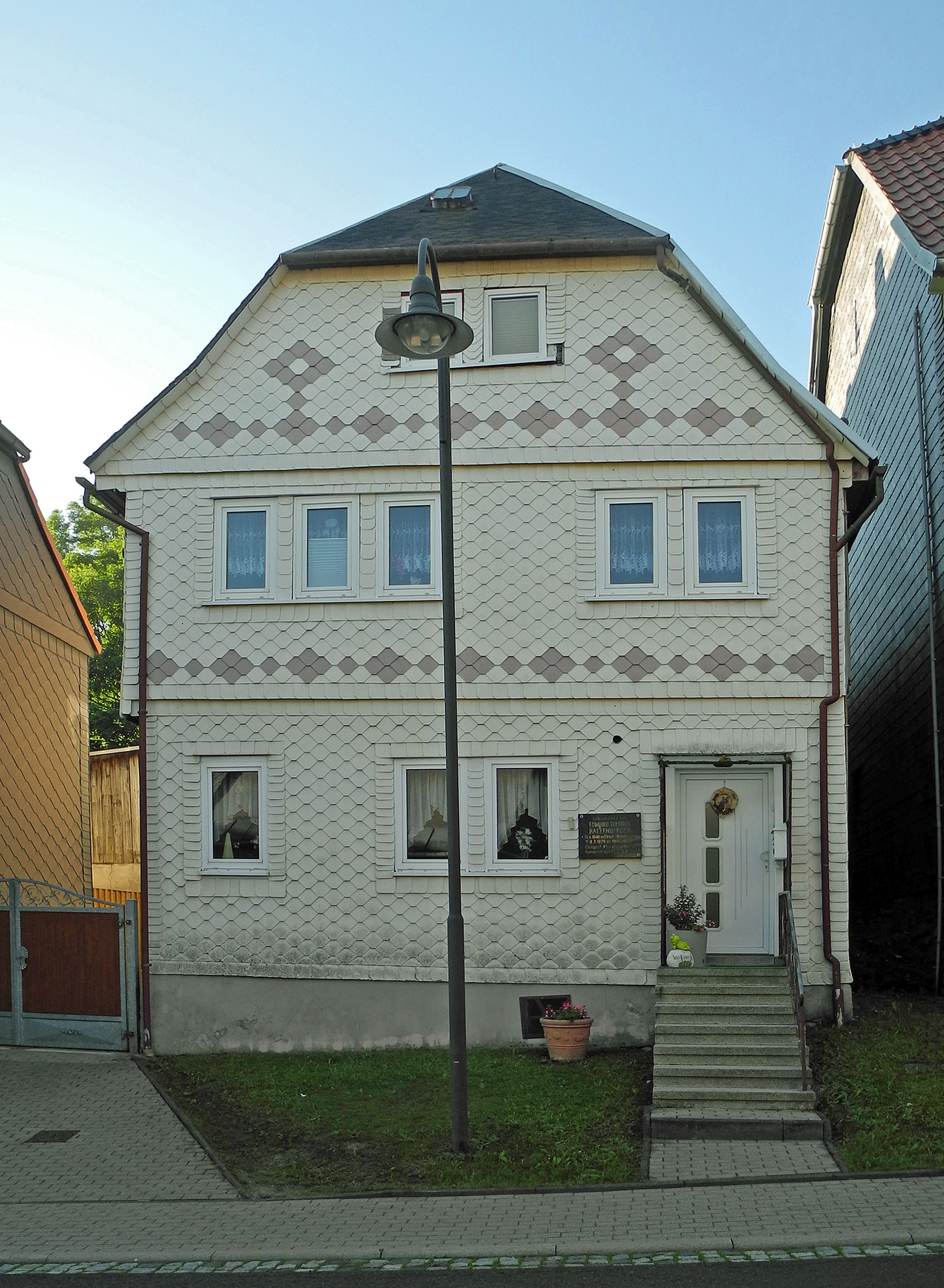
Geburtshaus von Edmund Theodor Ratzenberger in Großbreitenbach

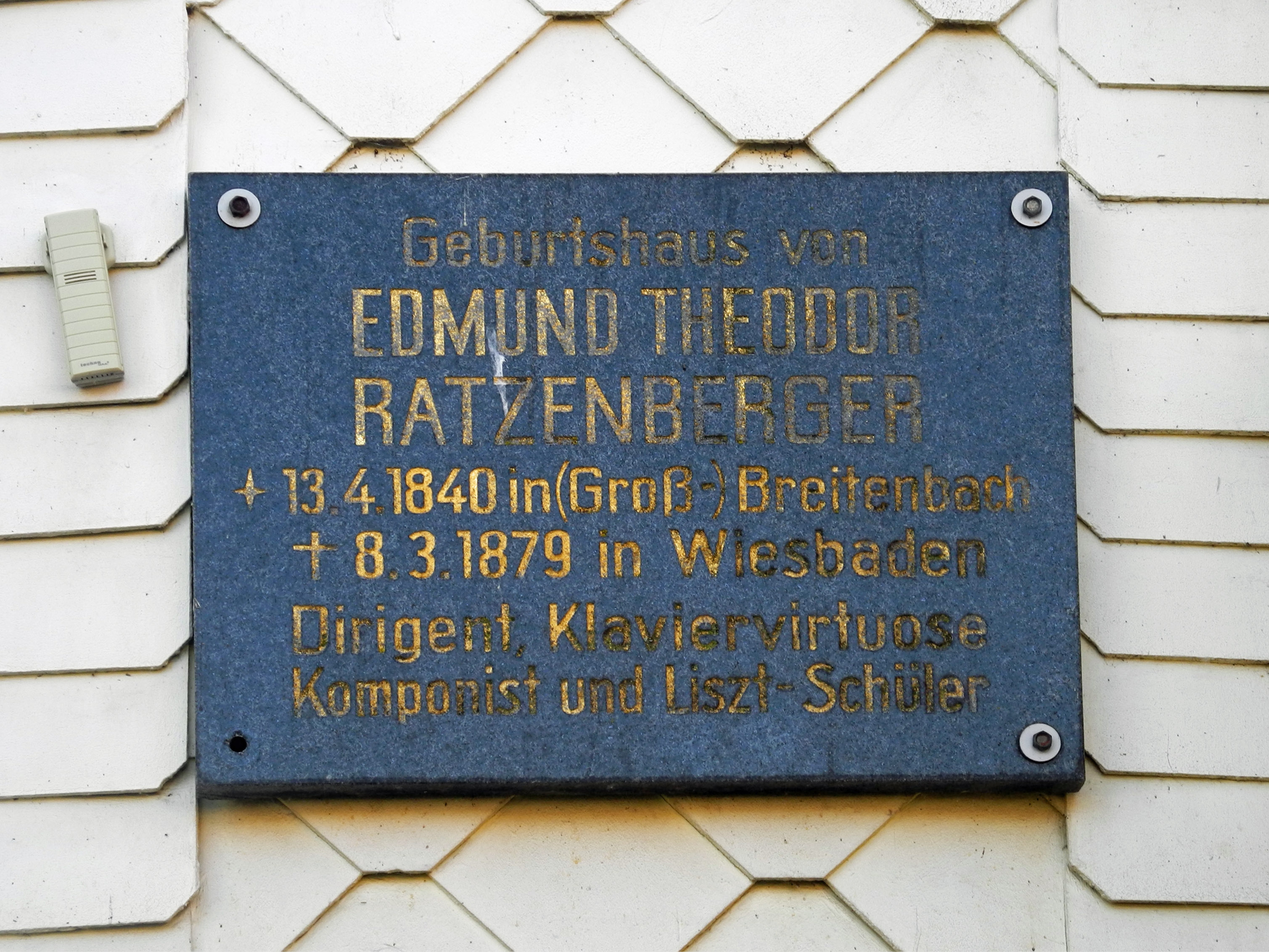
Infotafel am Geburtshaus

Edmund Theodor Ratzenberger (auch Theodor Ratzenberger, * 13. oder 14. April 1840 in Großbreitenbach; † 8. März 1879 in Wiesbaden) war ein deutscher Pianist, Komponist, Dirigent und Musiklehrer. Er war ein Liszt-Schüler in Weimar.

## Leben und Wirken
Theodor Ratzenberger besuchte zunächst das Gymnasium in Rudolstadt und ging 1855 nach Weimar. Dort studierte er Klavier bei Franz Liszt (1811–1886) auf der  Altenburg und Komposition bei Peter Cornelius (1824–1874). Dann unterbrach er für ein Jahr seine Studien und ging zu seinem Vater nach Vevey (Schweiz), wo er als Klavierlehrer unterrichtete und in verschiedenen Städten in der Schweiz als Pianist bei Klavierkonzerten auftrat. Danach setzte er seine Studien in Weimar fort.
Im Jahr 1859 konzertierte er in Sondershausen und wurde vom Fürsten  Günther Friedrich Carl II. von Schwarzburg-Sondershausen zum Hofpianisten ernannt. Hier in Sondershausen unterrichtete er u. a. auch Hugo Riemann am Klavier.
Nach weiteren Konzertreisen als Pianist in der Schweiz, in Belgien und in Paris wohnte er ab 1864 in Lausanne. Nach einem kurzen Aufenthalt in Würzburg siedelte er 1868 nach Düsseldorf über, wo er als Musiklehrer und Dirigent tätig war und zum Direktor des Singvereins in Düsseldorf ernannt wurde. Von hier aus unternahm er auch weitere Konzertreisen. Im Jahr 1872 wurde er vom Fürsten Georg Albert von Schwarzburg-Rudolstadt zum Kammervirtuosen ernannt. Sein Sohn war ebenfalls Musiker.
Anmerkung:
Ein weiterer Musiker namens Theodor Ratzenberger (* 20. Juli 1816 in Friedersdorf; † 25. Januar 1902 in Vevey) – vermutlich sein Vater – wirkte als Organist und Komponist in Vevey in der Schweiz.

## Kompositionen
Zu seinen veröffentlichten Kompositionen gehören Salonstücke für Klavier und Sololieder sowie zwei Klavierkonzerte und einige Orchesterwerke:
- Heimweh! Fantasiestück, op. 1 (Weimar: Kühn, 1861; 2. verb. Auflage, 1871)
- Frühlingslied für Pianoforte, op. 5 (Leipzig: Kahnt, 1879)
- Märchenbild, op. 7 (Aachen: Naus, 1863; 1888)
- Zwei Klavierstücke, op. 9 – Abendlied und Präludium (Düsseldorf: Bayrhoffer, 1869)
- Vier Lieder für eine Singstimme mit Begleitung des Pianoforte, op. 13 (Leipzig: Seitz, 1871)
  - Glöcklein, Abendglöcklein läute Frieden (Text: Friedrich Wilhelm Güll)
  - Da hab’ ich viel blasse Leichen beschworen (Text: Heinrich Heine)
  - Vöglein wohin so schnell (Text: Emanuel Geibel)
  - Liebchen lass dich küssen (Text: Christoph August Tiedge)